# Faktafrossa
Faktafrossa är ett populärvetenskapligt program som visades i 10 avsnitt i Sveriges Television under hösten 2008.